# Ordines Romani
Ordines Romani (lateinisch für „Römische Ordnungen“, meist im Plural gebraucht; Singular: Ordo Romanus, gängige Abkürzung: OR) sind Zusammenstellungen von Rubriken für den Verlauf verschiedener Gottesdienste des Römischen Ritus aus dem Frühmittelalter.

## Entstehung und Eigenart

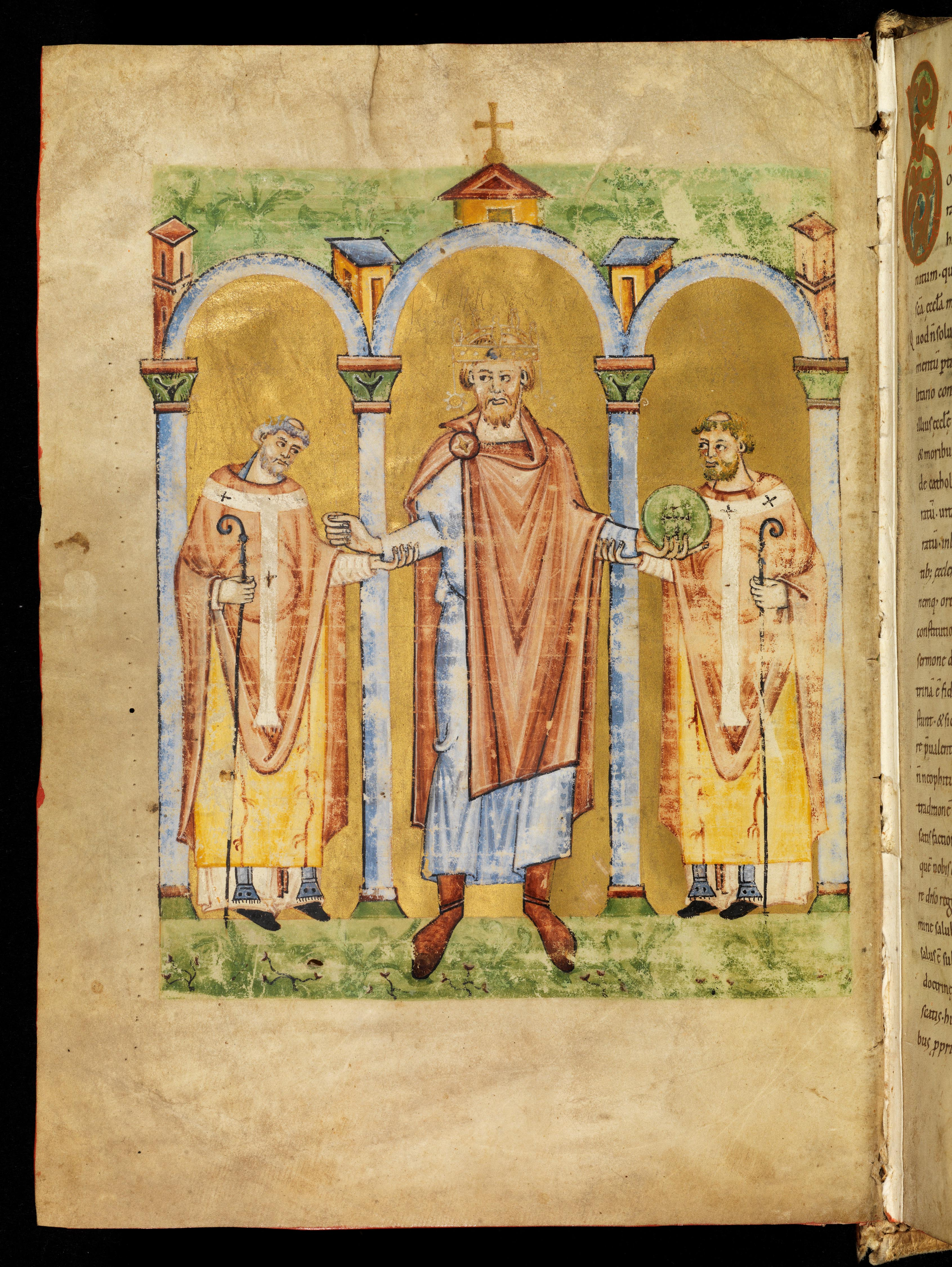
Krönungsliturgie: Der König zwischen zwei Bischöfen aus dem Pontifikale Heinrichs II., einer wichtigen Quelle für den Ordo Romanus 50

Die Liturgie der unterschiedlichen Ortskirchen ist im frühen Mittelalter durch einen zunehmenden Trend zur schriftlichen Fixierung gekennzeichnet. Es entstanden einerseits Bücher für die liturgischen Texte, d. h. den Vortrag der Lesungen (Lektionare, Epistolare, Evangelistare),  die Gebete in den Sakramentaren und die Gesänge (Cantatorien, Gradualien etc.). Andererseits erwies es sich auch als notwendig, den äußeren Ablauf der komplizierteren, nicht-alltäglichen Gottesdienste in Schriftform festzuhalten. Zu diesem Zweck entstanden etwa ab dem 7. Jahrhundert für die einzelnen liturgischen Handlungen eigene Bücher meist kleineren Umfangs (libelli, deutsch „Heftchen“), die festlegten, in welcher Reihenfolge die Textelemente aufeinander folgten, die aber auch die Verteilung der Dienste auf die verschiedenen Rollenträger und den äußeren Ablauf der symbolischen Handlungen regelten. Die gesprochenen und gesungenen Texte selbst finden sich in diesen Abläufen meist nur als Kurzzitat der ersten Worte (sog. Incipit). Die so entstandenen Schriften nannten sich im Titel zumeist Ordo („Ordnung“); wenn sie auf den stadtrömischen Gottesdienst zurückgingen oder zumindest diesen Anspruch erhoben, war die Selbstbezeichnung Ordo Romanus.
Im weiteren Verlauf wurden die Ordines zu Sammlungen vereinigt und bildeten so das Gerüst für die ab dem 9. Jahrhundert entstehenden Pontifikalien, die Ordines und Gebetstexte miteinander kombinierten. Insbesondere das Römisch-Germanische Pontifikale aus dem späten 10. Jahrhundert, das zum Ausgangspunkt für die Ausbildung des späteren Römischen Pontifikale wurde, geht auf eine solche Sammlung von Ordines zurück. Auf diesem Weg prägten die Ordines Romani die spätere römische Liturgie und wirken bis in die Liturgie der Gegenwart. Sie sind eine bedeutende Quelle für die Liturgiegeschichte des Mittelalters und tragen viel zum Verständnis der gottesdienstlichen Feiern – auch noch in ihrer heutigen Gestalt – bei.
Die Ordines Romani fanden schon früh das Interesse der liturgiewissenschaftlichen Forschung. Eine erste Sammlung publizierte bereits im Jahr 1568 der Kölner Theologe Melchior Hittorp. Im 20. Jahrhundert edierte der französische Liturgiewissenschaftler Michel Andrieu aus zahlreichen Handschriften insgesamt 50 Ordines Romani in fünf Bänden, die von 1931 bis 1961 erschienen; Andrieus Zählung ist die bis heute verbindliche, auch wenn nach dem Erscheinen seiner Ausgabe weitere Ordines entdeckt wurden.

## Bedeutende einzelneOrdines Romani
- Der Ordo Romanus 1 beschreibt die feierliche Papstmesse, wie sie als Stationsliturgie in einer römischen Diakonie gefeiert wird. Er ist nicht nur die erste erhaltene Beschreibung einer päpstlichen Messliturgie, sondern bietet auch wertvolle Einblicke in die Struktur der frühmittelalterlichen Ortskirche von Rom. Die Ausbildung einer römisch-fränkischen Messliturgie des Mittelalters hat im OR 1 eine wesentliche Wurzel. Er kann auf das späte 7. oder die ersten Jahre des 8. Jahrhunderts datiert werden.[4] Eine deutschsprachige Umschreibung des OR 1 findet sich im Werk Missarum sollemnia von Josef Andreas Jungmann.[5]

- Der Ordo Romanus 11 ordnet die Initiation von Erwachsenen, beginnend mit sieben Skrutinien (exorzistische Vorbereitungsgottesdienste) in der Fastenzeit und endend mit der Feier der Taufe, der Firmung und der Erstkommunion in der Osternacht. Der Ordo  11 gehört zu den ältesten Ordines Romani, er stammt wohl aus der zweiten Hälfte des 7. Jahrhunderts.[6]

- Der Ordo Romanus 23 beschreibt die römische Liturgie des Ostertriduums (Gründonnerstag, Karfreitag, Osternacht) aus des Sicht eines deutschsprachigen Zeugen des 8. Jahrhunderts.[7]

- Die Ordines Romani 24–33 sind frühmittelalterliche Ordnungen für die Fastenzeit, die Karwoche und die österliche Dreitagefeier unterschiedlichen Umfangs.[8]

- Der Ordo Romanus 40 (A und B) ordnet die Weihe des neu gewählten Papstes durch den suburbikarischen Bischof von Ostia für den (damals noch normalen) Fall, dass ein Nicht-Bischof zum Papst gewählt wurde. In seinen Grundzügen geht er auf das 6. Jahrhundert zurück.[9]

- Der Ordo Romanus 41 ist die Ordnung zur Weihe einer Kirche. Er wird auf die Zeit nach 775 datiert und entstammt in der überlieferten Form der westfränkischen Redaktion eines ursprünglich römischen Ritus.[10]

- Der Ordo Romanus 42 beschreibt den römischen Brauch der Beisetzung von Reliquien in einem Altar im Rahmen der Kirch- oder Altarweihe. Er ist weitgehend römischen Ursprungs und stammt wohl aus der Zeit zwischen 720 und 750.[11]

- Die Ordines Romani 45–47 regeln die Krönung des Römischen (d. h. faktisch des römisch-deutschen) Kaisers etwa im 9. Jahrhundert.[12]

- Der Ordo Romanus 49 aus der Zeit zwischen 700 und 750 regelt die römische Liturgie der Sterbebegleitung und des Begräbnisses.[13]

- Der Ordo Romanus 50 ist der bei weitem umfangreichste der römischen Ordines. Er regelt die Feier des Kirchenjahres, insbesondere des Osterfestkreises, im Kontext einer Bischofskirche. Seine Entstehungszeit liegt später als die aller anderen Ordines Romani. Er wurde als Teil des römisch-germanischen Pontifikale etwa in der Zeit zwischen 950 und 962 in der Abtei St. Alban in Mainz redigiert und griff auf mehrere ältere Ordines zurück.[14]